# 군주 목록
군주 목록은 다음을 가리킨다.
- 중국의 군주 목록
- 프랑스의 군주 목록
- 덴마크의 군주 목록
- 폴란드의 군주 목록
- 노르웨이의 군주 목록
- 이탈리아의 군주 목록
- 스웨덴의 군주 목록
- 청나라의 군주 목록
- 잉글랜드의 군주 목록
- 명나라의 군주 목록
- 당나라의 군주 목록
- 헝가리의 군주 목록
- 송나라의 군주 목록
- 스코틀랜드의 군주 목록
- 한나라의 군주 목록
- 룩셈부르크의 군주 목록
- 크로아티아의 군주 목록
- 나바라의 군주 목록
- 보헤미아의 군주 목록
- 시칠리아의 군주 목록